# Longicyclène
Le longicyclène est un composé chimique naturellement présent, comme le longifolène qui lui est apparenté, dans la résine de certains pins. Chimiquement, c'est un alcane tétracyclique. Décrit en 1962, il est le premier sesquiterpène tétracyclique découvert. Il est biosynthétisé à partir du farnésyl-pyrophosphate par une série de quatre cyclisations.